# Nella Island
Nella Island ist die größere zweier kleiner und felsiger Inseln (die andere ist Thala Island) vor der Pennell-Küste des Viktorialands. Sie liegt unmittelbar vor dem nordwestlichen Rand des Davis-Piedmont-Gletschers.
Teilnehmer der Australian National Antarctic Research Expeditions benannten sie nach der MV Nella Dan, einem von zwei Forschungsschiffen bei der Erkundung dieser Küstenlinie im Jahr 1962.